# Arpitania
Arpitania (en arpitano: Arpetania, en francés: Arpitanie, en italiano: Arpitania) es el nombre de una región cultural, principalmente lingüística. Corresponde con un área del este de Francia, el Valle de Aosta y parte de los Valles Valdenses (Italia) y la Romandía suiza.

## Etimología
El topónimo "Arpitania", creado artificialmente en los años 1970, deriva de Arp(e)s, nombre con el cual se llama a los Alpes en el conjunto de dialectos arpitans o francoprovenzales. Arpitan se refiere literalmente a la gente que vive en las montañas o los pastores.

## Historia
Históricamente, la región lingüístico-cultural de Arpitania o francoprovenzal existe en lo fáctico desde la Edad Media, ya entre los siglos VII y IX es acreditable la presencia de un conjunto lingüístico francoprovenzal, delimitado al noroeste y al oeste por la lengua de oil —precedente del actual francés— y al sur por la llamada lengua de oc, es decir, el idioma occitano; al noreste se dio el influjo de los dialectos alamánicos y al este el influjo de las lenguas galoitálicas, como el piamontés y lombardo.

Con el desarrollo del poderoso Estado-nación francés durante la Edad Moderna, la influencia del idioma francés se hizo intenso en la región, especialmente en sus áreas urbanas (la presencia española en el Franco Condado no parece haber sido significativa y tampoco ha sido muy decisivo el influjo del italiano en los dominios arpitanos de la Casa de Saboya, por más que el núcleo de tal casa dinástica se haya encontrado en el centro de Arpitania formando parte del Ducado de Saboya).

A todo esto, el topónimo Arpitania es de reciente data. En la década de 1970, el valdostano Joseph Henriet acuñó la palabra Harpitanya para referirse a los territorios ubicados en torno al Mont Blanc y la cuenca alta del Ródano (Rôno). Para esa época el término es asociado a un pequeño partido político —activo principalmente en la zona italiana— llamado Mouvement Harpitany; luego reaparece en la Suiza romanda, Saboya y el Franco Condado merced al profesor Xavier Gouvert, ya escrito Arpitanya y luego Arpitania y desprovisto de connotaciones políticas de índole partidaria o facciosa, sino con el actual significado principalmente cultural y geográfico.
Es de notar que a lo largo del siglo XX la lengua francoprovenzal (o arpitán) ha retrocedido mucho en el número de sus hablantes ante el francés normativo y, un poco en menor grado, el italiano normativo, mientras que aún no se ha establecido una lengua arpitana o francoprovenzal normativa consensuada en los diversos territorios correspondientes a Arpitania. Por otra parte, entre la zona de Roanne y Mâcon (en arpitán: Mâconês) existe una zona lingüística calificada de transicional entre el francés y el arpitán. Esta zona es llamada Franpitane o afrancesada (en francés: francisée).

## Territorio y regiones

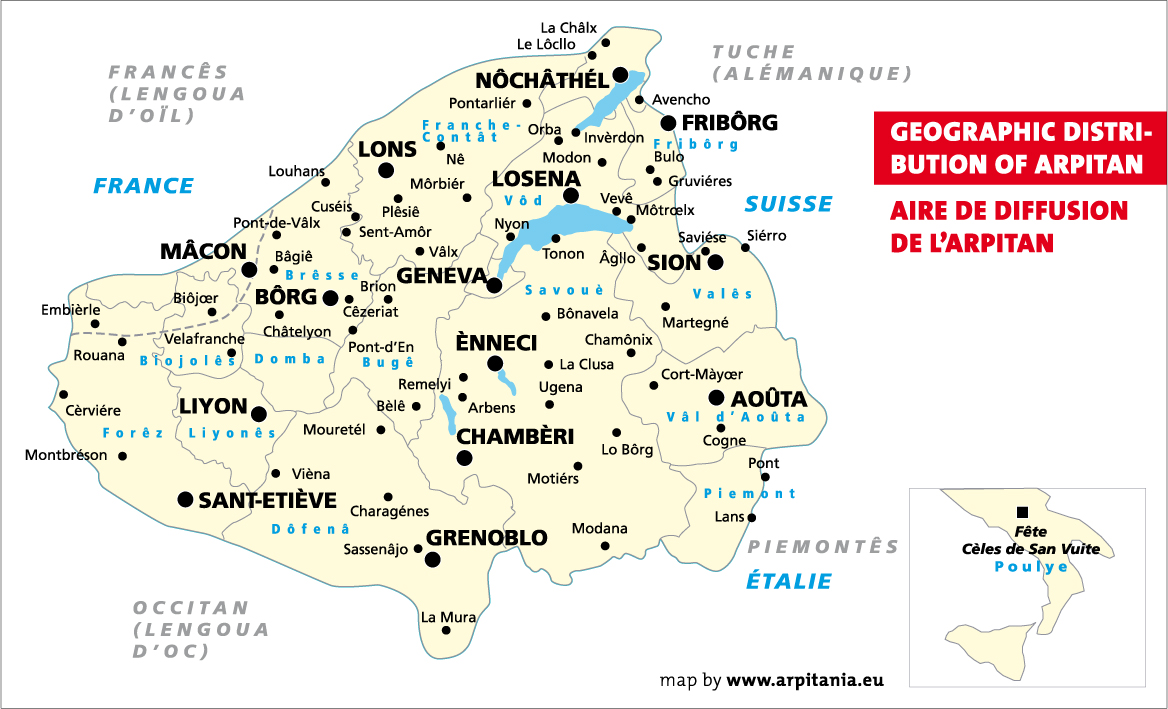
Mapa de Arpitania en arpitano.

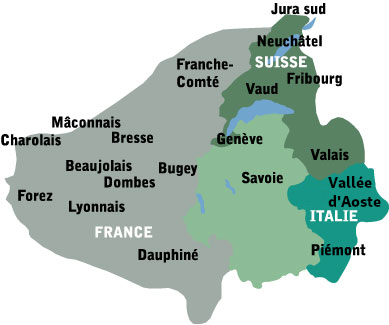
Mapa de Arpitania en francés.

Administrativamente, el ámbito cultural arpitano abarca una extensión aproximada de unos 60 000 km², en la que viven unos 7 millones de habitantes. Se extiende por: 
- Francia: Le corresponden las regiones "arpitanas" de Saboya (Savouè) —dividida en Alta Saboya (Hiôta Savouè o Savouè d'Amont) y Baja Saboya (Savouè d'Avâl)—, Franco Condado (Franche-Comtât), Charolais (Charolês), Beaujolais (Biôjolês), Bugey (Bugê) y el norte del Delfinado (Dôfenâ), Forez (Forêz), Maconés (Mâconês), Bresse (Brêsse), Lyonnais (Liyonês) y Dombes (Domba), así como parte de Borgoña (Borgogne).
- Italia: Le corresponde el sector arpitano que se corresponde con el Valle de Aosta (Vâl d'Août) y el sector alpino del Piamonte (Piemont) coincidente con los Valvaldenses o Valles Valdenses llamados en arpitán: Vâlades Arpitanes du Piemont.
- Suiza: Le corresponde prácticamente toda la Romandía (es decir, el sector francófono de la Confederación Suiza) que es la parte nororiental de Arpitania.